# Katholieke Kerk in Indonesië

Indonesië

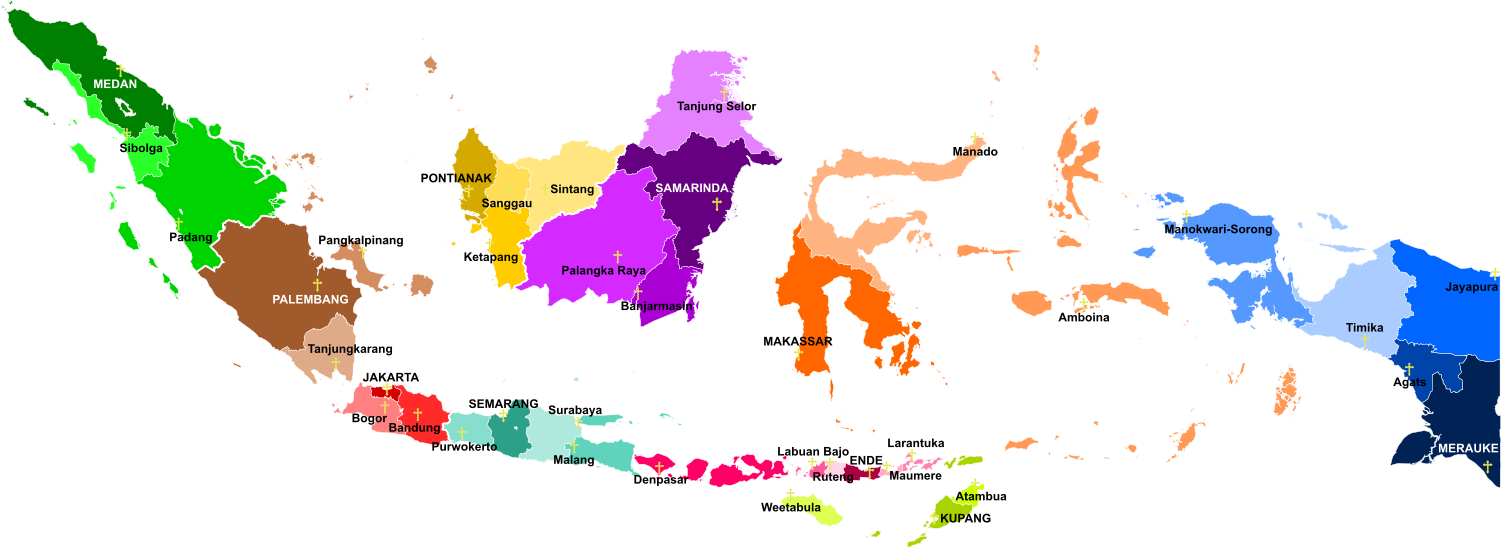
Kerkprovincies met bisdommen in Indonesië

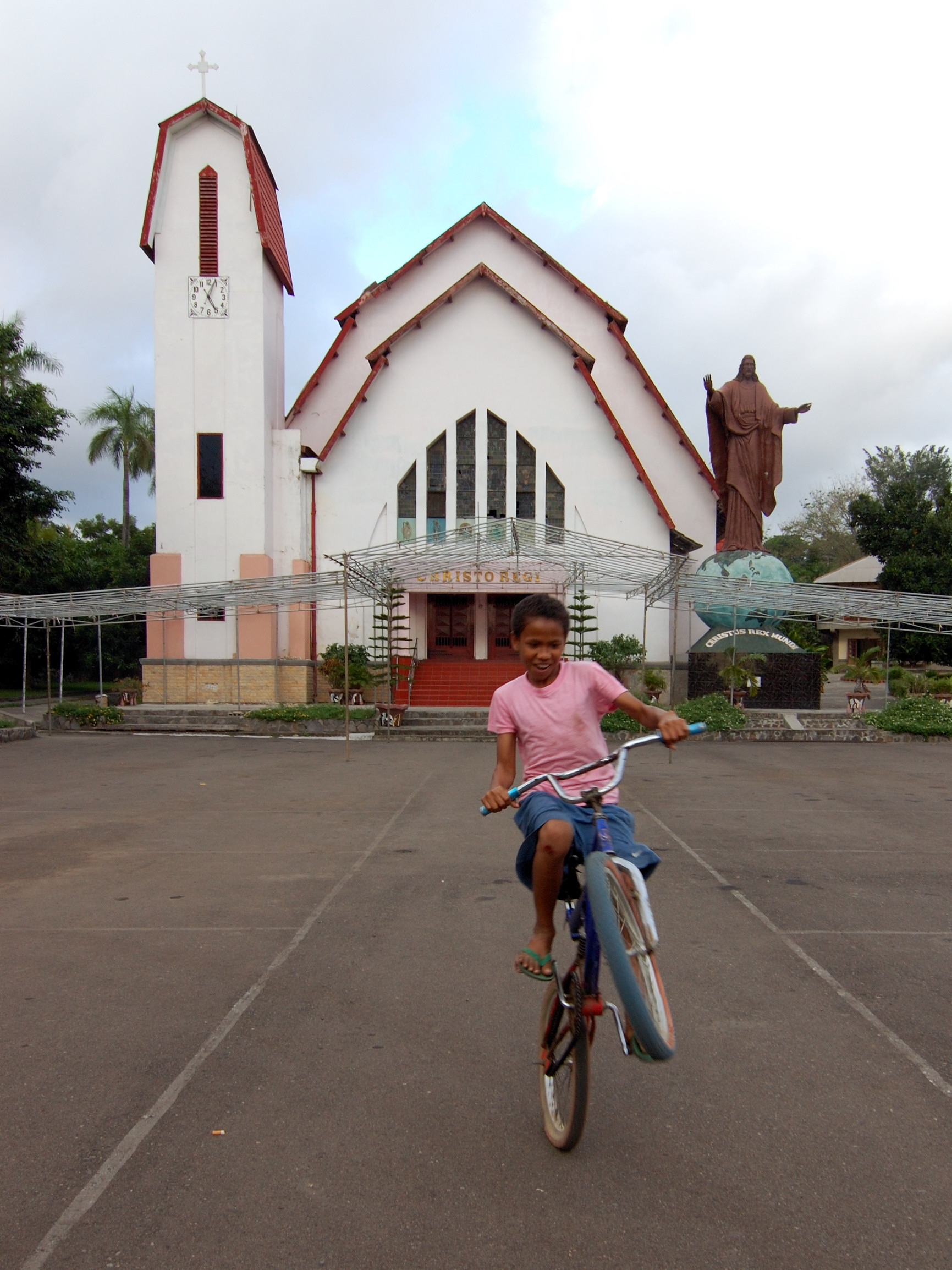
Kathedraal van Ende, Flores

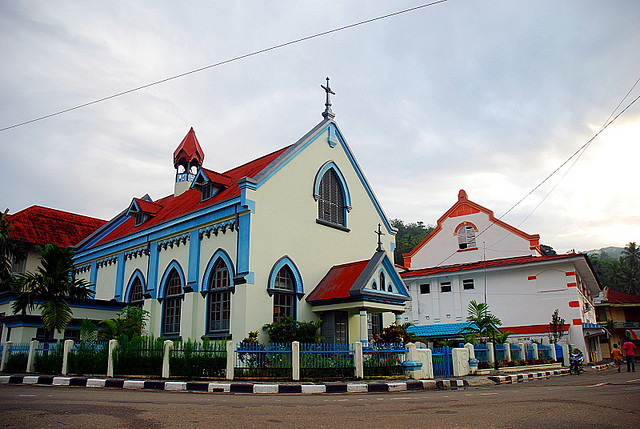
Kerk in Sawahlunto, Sumatra

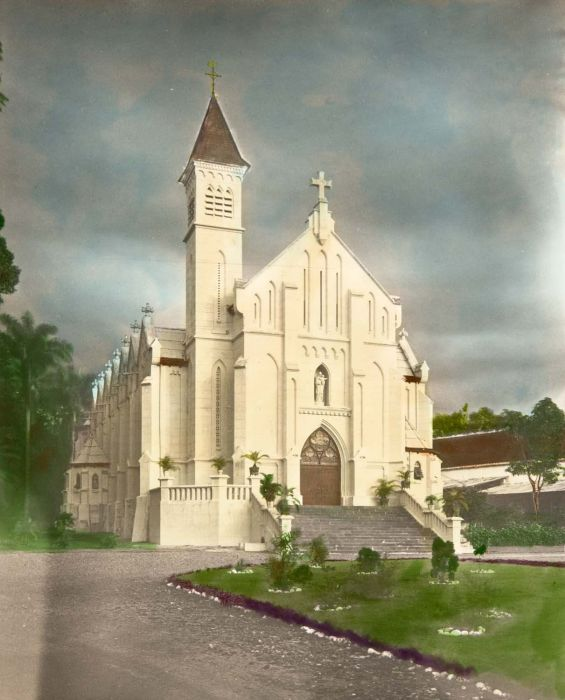
Kathedraal van Bogor

De Katholieke Kerk in Indonesië maakt deel uit van de wereldwijde Katholieke Kerk onder het leiderschap van de paus en de curie.
Daar waar in 1930 0,5 % van de bevolking katholiek was, telt Indonesië in 2012 ongeveer 7 miljoen katholieken (3 % van de bevolking). De groei van de Kerk in Indonesië was mede mogelijk door de aanwezigheid van een kleine tweeduizend buitenlandse geestelijken (priesters, broeders en zusters), hoofdzakelijk Portugezen en Nederlanders. 

## Geschiedenis

### 19e eeuw
Nadat de toelating van missionarissen tot Nederlands-Indië definitief was geregeld werd hiervoor in 1859 de Nederlandse provincie van de jezuïeten (SJ) ingeschakeld. Frans van Lith (1863–1929) was de eerste missionaris van deze orde die het katholieke geloof op Java verkondigde. In dezelfde tijd arriveerden de eerste leden van verschillende zuster- en broedercongregaties.

### 20e eeuw
Rond de eeuwwisseling doorbreekt Rome het missie-monopolie van de jezuïeten als ook andere orden officieel bepaalde gebieden krijgen toegewezen: 
- 1902: Heilig Hart (MSC) te weten op de Molukken, Nieuw-Guinea, Celebes (in 1909) en Poerwokerto (jaren 20)
- 1905: Capucijnen (OFM) te weten op Borneo en (in 1911) Sumatra
- 1912: Goddelijk Woord (SVD) te weten op Flores en (west) Timor
- Jaren 20: 
  - Franciscanen (OFM) te weten Batavia
  - Karmelieten (OC) te weten Malang
  - Lazaristen (CM) te weten Soerabaja
  - Kruisheren (OSC) te weten Bandoeng

De missionarissen richtten hun aandacht aanvankelijk vooral op hun geloofsgenoten in de Europese bevolkingsgroep, de Indo-Europeanen en de Chinezen, óók voor wat betreft (godsdienst)onderwijs en gezondheidszorg. 
Met een beleid van politieke neutraliteit (afzijdigheid) en door haar supra-nationale karakter wist de katholieke kerk zich te handhaven tijdens de Japanse bezetting en ook in de daaropvolgende onafhankelijkheidsoorlog. Na de machtsoverdracht in 1949 bleef de missie intact. De persoon van Soegijapranata was een belangrijke bemiddelaar. De Europese geestelijkheid werd wel aangeraden de Indonesische nationaliteit aan te nemen. Bisschop Willekens weigerde dit.
In 1979 eiste de Indonesische regering dat alle buitenlandse geestelijken die niet reeds Indonesisch staatsburger waren geworden, driekwart van het totaal, het land zouden verlaten. 
Lang bleef de kerkelijke leiding Europees van karakter: In 1961 waren slechts 3 van de 25 bisschoppen van Indonesische origine, d.w.z. geboren in Nederlands-Indië. In 1991 was dit gestegen tot 25 van de 33. Tussen 1940 en 1989 steeg het percentage Indonesiërs onder de priesters van 3% tot 64%, van broeders tot 84% en van zusters tot 93%.
De invloed van de Katholieke Kerk in Indonesië is relatief groot in vergelijking met het aandeel katholieken onder de bevolking, mede door een uitgebreid netwerk van kwaliteitsvolle scholen en ziekenhuizen. Kompas, het meest gelezen dagblad van Indonesië, werd door twee katholieken (P.K. Ojong en Jacob Oetama) gesticht.

### 21e eeuw
Naar aanleiding van het ad liminabezoek van de Indonesische bisschoppen in oktober 2011, drong paus Benedictus XVI aan op meer godsdienstvrijheid voor de Indonesische christenen.
Apostolisch nuntius voor Indonesië is sinds 8 september 2017 aartsbisschop Piero Pioppo.

## Concentratiegebieden
De volgende gebieden kennen een relatief hoge concentratie katholieken:
- West-Timor en Flores (= provincie Oost-Nusa Tenggara)
- Kei- en Tanimbareilanden (= onderdeel van de Molukken)
- Jakarta (= hoofdstad, op eiland Java)

## Territoriale indeling
1. Kerkprovincie Ende: Aartsbisdom Ende - Bisdom Denpasar - Bisdom Labuan Bajo - Bisdom Larantuka - Bisdom Maumere - Bisdom Ruteng
2. Kerkprovincie Jakarta: Aartsbisdom Jakarta - Bisdom Bandung - Bisdom Bogor
3. Kerkprovincie Kupang: Aartsbisdom Kupang - Bisdom Atambua - Bisdom Weetebula
4. Kerkprovincie Makassar: Aartsbisdom Makassar - Bisdom Amboina - Bisdom Manado
5. Kerkprovincie Medan: Aartsbisdom Medan - Bisdom Padang - Bisdom Sibolga
6. Kerkprovincie Merauke: Aartsbisdom Merauke - Bisdom Agats - Bisdom Jayapura - Bisdom Manokwari-Sorong - Bisdom Timika
7. Kerkprovincie Palembang: Aartsbisdom Palembang - Bisdom Pangkalpinang - Bisdom Tanjungkarang
8. Kerkprovincie Pontianak: Aartsbisdom Pontianak - Bisdom Ketapang - Bisdom Sanggau - Bisdom Sintang
9. Kerkprovincie Samarinda: Aartsbisdom Samarinda - Bisdom Banjarmasin - Bisdom Palangkaraya - Bisdom Tanjung Selor
10. Kerkprovincie Semarang: Aartsbisdom Semarang - Bisdom Malang - Bisdom Purwokerto - Bisdom Surabaya
11. Militair ordinariaat

## Bisschoppen

### Jakarta
- Lijst van aartsbisschoppen van Jakarta

### Ambon
- Jacobus Grent, M.S.C. (1889-1983), bisschop van Ambon
- André Sol, M.S.C. (1915-2016), bisschop van Ambon

### Zie verder
- Daftar uskup di Indonesia (Lijsten van bisschoppen in Indonesië)

Afghanistan · Armenië · Azerbeidzjan · Bahrein · Bangladesh · Bhutan · Brunei · Cambodja · China · Filipijnen · Georgië · India · Indonesië · Irak · Iran · Israël · Japan · Jemen · Jordanië · Kazachstan · Kirgizië · Koeweit · Laos · Libanon · Maldiven · Maleisië · Mongolië · Myanmar · Nepal · Noord-Korea · Oezbekistan · Oman · Oost-Timor · Pakistan · Qatar · Rusland · Saoedi-Arabië · Singapore · Sri Lanka · Syrië · Tadzjikistan · Thailand · Turkije · Turkmenistan · Verenigde Arabische Emiraten · Vietnam · Zuid-Korea
Overige gebieden: Hongkong · Macau